# ФК Рил
ФК Рил (енгл. Rhyl Football Club вел. Clwb Pêl Droed Y Rhyl)) је фудбалски клуб из Рила у Велсу који се такмичи у Премијер лиги Велса.
Рил је основан 1898. године. Утакмице игра на стадиону Belle Vue који има капацитет 3.800 гледалаца.
Интересантно је да и данас 2009. играчи су аматери и једини професионалац у тиму је капитен Нил Робедтс.

## Успеси клуба
- Премијер лига Велса (2)

Првак: 2003/04, 2008/09.
Другопласирани : 2004/05. 2006/07.
- Велшки куп (4)

Освајач купа: 1951/52, 1952/53, 2003/04, 2005/06
Први наступ у квалификацијама за Лигу шампиона 2004/05 имали су против Летонске екипе Сконто из Риге од које су изгубили укупним резултатом 7:1. Друго учешће имаће у Лиги шампиона 2009/10. где ће се у другом колу квалификација састати са београдским Партизаном.
У Купу УЕФА играо је три сезоне и у првом учешћу 2005. забележили су прву међународну победу у европским такмичењима када су победили литвански Атлантис са 2:1.
Године 2008. играли су и у последњој години играња Интертото купа, али без значајнијег успеха.

## Рил у европским такмичењима
| Сезона   | Такмичење     | Коло       | Land            | Екипа             | Резултат |
| -------- | ------------- | ---------- | --------------- | ----------------- | -------- |
| 2004/05. | Лига шампиона | 1 коло кв. | Летонија        | Сконто            | 0-4, 1-3 |
| 2005/06. | УЕФА куп      | 1 коло кв. | Литванија       | Атлантас          | 2-1, 2-3 |
|          |               | 2 коло кв. | Норвешка        | Старт             | 0-1, 0-2 |
| 2006/07  | УЕФА куп      | 1 коло кв. | Литванија       | Судува            | 0-0, 1-2 |
| 2007/08  | Уефа куп      | 1 коло кв. | Финска          | Хака              | 3-1, 0-2 |
| 2008     | Интертото куп | 1 коло     | Република Ирска | Бохимијан, Даблин | 1-5, 2-4 |
| 2009/10  | Лига шампиона | 2 коло кв. | Србија          | Партизан          | 0-4, 0-8 |

## Збирни европски резултати
Стање 23. јул 2009.
| Такмичење                | ИГ. | Д | Н | ИЗ. | ГД | ГП |
| ------------------------ | --- | - | - | --- | -- | -- |
| Лига шампиона            | 4   | 0 | 0 | 4   | 1  | 19 |
| Куп победника купова     | 0   | 0 | 0 | 0   | 0  | 0  |
| УЕФА куп                 | 8   | 2 | 1 | 5   | 9  | 12 |
| Интертото куп            | 2   | 0 | 0 | 2   | 3  | 9  |
| I. Укупно УЕФА такмичења | 14  | 2 | 1 | 11  | 13 | 40 |